# Emily Yacina
Emily Yacina är en amerikansk singer/songwriter från Philadelphia i Pennsylvania, USA. Hennes musikstil har beskrivits som bland annat indiepop, indierock, lo-fi, och bedroom pop. Hon beskrivs ofta som att ha en väldigt mjuk och simpel musikstil, tillsammans med en vacker sångröst. Hon började sin karriär på Bandcamp.
Hon har släppt mestadelen av sin musik självständigt utan skivbolag, med vissa undantag, något hon förespråkar fler artister att göra. Hon samarbetar ibland med andra artister, däribland Alex G. Deras låt "Treehouse", som släpptes 2011, är en av Yacinas största framgångar inom musikkarriären, då låten uppnått popularitet flera gånger under åren, senast genom Tiktok.

## Uppväxt
Emily Yacina är född och uppväxt i Philadelphia i Pennsylvania, men är 2023 bosatt i Long Beach i Los Angeles i Kalifornien. Hon växte upp i samma område som indieartisten Alex G, där de sedan träffades under deras gymnasietid, vilket ledde till att de samarbetat ett flertal gånger sedan dess.

## Musikkarriär

### 2011–2019
Emily Yacina uppger att hon har spelat gitarr sedan hon var 10 år, och hennes första musiksläpp kom under 2011 med bland annat "Treehouse" (med Alex G) och två album; "Flood", och "Reverie". Hon fortsatte 2013 med albumet "Bloom". 2015 släppte hon två EPs, den ena "Soft Stuff" dedikerades åt hennes nära vän Mark Ronan som gått bort. Den andra skivan "Pull Through" beskrevs av The Fader som en av "[2015s] finaste EPs". Hon släppte ytterligare två EPs 2016 vid namn "Nice Try", där hennes sångröst uppmärksammades, och "Overflow", en längre skiva med 10 nummer. 2017 spenderade Emily Yacina sommaren i Alaska på grund av ett jobb vilket innebar flera månader utan internet och andra bekvämligheter, något som Yacina beskrev som en bra tid för henne för reflektion samt gav henne mer tid till att skriva musik. Detta kulminerade i albumet "Heart Sky". 2018 återvände hon med en kortare EP; "Katie", samt en singel "When the Sun Goes". Under 2019 släppte Emily Yacina ett antal singlar som sedan resulterade i albumet "Remember the Silver". Albumet producerades tillsammans med Erik Littman som dog 2021. Albumets teman hanterar en rad olika känslor, framförallt kärlek och deppression. Den fick blandad mottagning med positiv kritik såsom "känslofull" och "tyngdlös röst", samt negativ kritik såsom "torr och ofta håglös framförd" och "vaga och barnsliga rim". Yacina svarade på den negativa kritiken, specifikt från Pitchfork, med: "[Skribenten] valde att reducera min röst till något svagt och smäktande, och missförstod helt innebörden bakom de sånger [de] nämnde" och lamenterade även recensentens internaliserade misogyni. Yacina har turnerat både ensam och som en duo med Yohuna (Johanne Swanson).

### 2022 ochAll the Things: A Decade of Songs
Efter några år utan några självständiga låtar under coronapandemin tillkännagav Emily Yacina att hon skulle släppa ett retrospektivt album på hennes senaste decennium som artist. Albumet kom att innehålla 3 nya singlar samt 10 utvalda låtar från olika album/EPs genom hennes karriär. De nya låtarna utgavs även via en separat EP vid namn "Dominos". En av låtarna, "DB Cooper", är dedikerad åt Littman, hennes bortgångna producent och vän.

### 2023–nutid
November 2023 släppte Emily Yacina singeln "Nothing Lasts" tillsammans med producenten Rostam Batmanglij och hans skivbolag Matsor. Singeln åtföljdes av låten "Trick of the Light" i januari 2024, där båda låtar släpptes tillsammans på en 7 tums vinylskiva.

## Privatliv
Yacina är utbildad vid The New School i New York inom miljöstudier, och har även jobbat hos en miljöinriktad ideell organisation i Fairbanks i Alaska.

## Artisteri
Emily Yacina uppgav i en intervju 2017 att hennes favoritartist genom tiderna är Liz Phair. Yacinas musik har jämförts med bland annat Clairo, Big Thief, och Snail Mail.
Enligt Yacina är majoriteten av hennes låttexter självbiografiska.

## Diskografi

### Album
- 2011 – Flood
- 2011 – Reverie
- 2013 – Bloom
- 2017 – Heart Sky
- 2019 – Remember the Silver
- 2022 – All the Things: A Decade of Songs

### EPs
- 2015 – Soft Stuff
- 2015 – Pull Through
- 2016 – Nice Try
- 2016 – Overflow
- 2018 – Katie
- 2022 – Dominos